# توني كيمب (لاعب دوري الرغبي)
توني كيمب (بالإنجليزية: Tony Kemp)‏ هو لاعب دوري الرغبي نيوزيلندي، ولد في 18 يناير 1968.